# Clans (jeu)
 (mai 2025).
Si vous disposez d'ouvrages ou d'articles de référence ou si vous connaissez des sites web de qualité traitant du thème abordé ici, merci de compléter l'article en donnant les références utiles à sa vérifiabilité et en les liant à la section « Notes et références ».
Pour les articles homonymes, voir Clans.
Clans est un jeu de société créé par Leo Colovini et édité en 2002 par Winning Moves.
Pour 2 à 4 joueurs, à partir de 10 ans pour environ 30 minutes.

## Principe général
Au temps de la préhistoire, les hommes se sédentarisent et créent des communautés de plus en plus vastes et de temps en temps rivales.

## Règle du jeu

### Matériel
- 1 plan de jeu représentant un large paysage composé de plaines, prairies, déserts, montagnes et forêts.
- 12 jetons (marqueurs de fondation de villages)
- 60 huttes en bois (12 de chaque couleur)
- 5 marqueurs de score
- 5 tuiles représentant un hutte de couleur (cartes secrètes de clan)

### Mise en place
- Les 60 huttes sont placées sur le plan de jeu, au hasard, mais de sorte que toutes les couleurs soient également réparties dans les 12 régions
- Chaque joueur reçoit une carte secrète lui indiquant la couleur de son clan
- Les marqueurs de score et de fondation de village sont placés sur le côté du plateau

### But du jeu
Il y a toujours 5 clans en jeu (quel que soit le nombre de joueurs), chaque clan est identifié par une couleur de hutte. Chaque joueur tente de faire marquer des points à son clan tout en essayant de cacher l'identité de celui-ci aux autres joueurs.

### Déroulement

#### Mouvements
Le joueur dont c'est le tour, déplace la totalité des huttes d'un territoire de son choix dans un territoire adjacent, à condition que ce territoire ne soit pas vide. Ainsi, certains territoires sont abandonnés alors que des villages sont formés dans d'autres.
Cependant, un joueur ne peut déplacer de huttes depuis un territoire contenant 7 huttes ou plus. Par contre un joueur peut amener des huttes jusqu'à un territoire contenant 7 huttes ou plus.

#### Villages
Quand, à la suite du mouvement d'un joueur, des huttes (ou une seule hutte) sont complètement entourées par des cases vides ou par le bord du plateau, un village est fondé dans ce territoire. Quand un village est fondé, le joueur à l'origine du mouvement prend un marqueur de fondation de village (d'abord les marqueurs de la première époque, puis ceux de la seconde, et ainsi de suite de haut en bas) et le place devant lui (à la fin du jeu, il marquera un point par marqueur de ce type collecté). Le joueur calcule alors la valeur du village et les marqueurs de score sont déplacés sur la piste de score en fonction de ce calcul.

#### Conflits
Les différents clans (représentés par les huttes de différentes couleurs) cohabitent généralement paisiblement. Par contre, quand les 5 couleurs de huttes sont représentées lors de la fondation d'un village, il y a conflit. Dans ce cas, au moment où le village est fondé (mais pas avant la fondation), toutes les huttes solitaires sont éliminées.

#### Époques
Le jeu se déroule pendant 5 époques. Dans chacune des quatre premières époques, un type de territoire est particulièrement favorable à la fondation des villages alors qu'un autre type de territoire est extrêmement défavorable, à tel point qu'un village fondé dans un tel territoire est immédiatement détruit. Sur la table des époques, l'image de gauche indique le type de terrain favorable, et celle de droite le terrain défavorable.
Au cours de la 5e époque, tous les types de terrain sont favorables.
Quand un village est fondé dans un terrain favorable, toutes les couleurs de huttes présentes dans le territoire bénéficient d'un bonus de point. Quand un village est fondé dans un territoire défavorable, il est détruit et aucune hutte ne rapporte de point !
Le nombre de villages fondé dans chaque époque correspond au nombre de marqueurs de fondation disponibles pour cette époque (4 pour la première époque, 3 pour la seconde et ainsi de suite).
Une époque se termine dès que tous les marqueurs de fondation de cette époque ont été pris. On entre alors dans l'époque suivante.
Quand un joueur provoque à la suite d'un mouvement la fondation simultanée de deux villages, il décide de l'ordre dans lequel sont fondés ces villages. Cela est particulièrement important quand la double fondation est effectuée entre deux époques. De même si un joueur fonde deux villages ou plus au moment de la création du 12e et dernier village, il décide lequel des deux (ou plus) sera le 12e (qui fera gagner des points de bonus aux huttes présentes dans ce village). Tous les autres villages fondés à ce moment ne rapportent pas de points.

### Valeur des villages
Quand un village est fondé, sa valeur de base est égale au nombre de huttes contenues dans ce village (après résolution des éventuels conflits). Il y a alors 3 possibilités :
1. Le village a été fondé dans un type de territoire qui n'est ni favorable, ni défavorable : dans ce cas la valeur du village reste inchangée.
2. Le village a été fondé dans un type de territoire qui est favorable pour cette époque (terrain représenté à gauche sur la table des époques) : Dans ce cas, la valeur du village est augmentée du chiffre de l'époque (indiqué sur la table). Ce bonus augmente d'époque en époque.
3. Le village a été fondé dans un type de territoire qui n'est pas favorable pour cette époque (terrain représenté à droite sur la table des époques) : dans ce cas, le village est détruit, les huttes ne rapportent pas de points mais le fondateur du village reçoit tout de même un point bonus.

Après le calcul de la valeur du village, tous les marqueurs de score des couleurs présentes dans ce village sont avancées sur la piste de score, sans tenir compte du nombre de huttes d'une couleur présente dans le village. Le fait d'avoir un plus grand nombre de huttes dans un village n'est donc pas un avantage.

### Fin de partie et vainqueur
Le jeu se termine immédiatement après que le 12e village a été fondé. Ce dernier village rapporte toujours 5 points de bonus (en plus de sa valeur de base), quel que soit le terrain sur lequel il est fondé. Il peut également arriver que plus aucun mouvement ne soit possible avant que le dernier village ne soit fondé. Dans ce cas le jeu se termine immédiatement, sans que l'on fonde d'autres villages.
À ce moment, tous les joueurs révèlent leurs couleurs secrètes, en retournant leurs cartes de clan. Les marqueurs de couleurs qui n'appartiennent à aucun joueur sont retirés de la piste de score. Les joueurs avancent leur pion sur la piste de score en fonction des marqueurs de fondation récupérés (1 point par marqueur de fondation). Le joueur possédant le plus de points est le gagnant !